# Domingugu
O Domingugu foi um programa de televisão brasileiro semelhante ao TV Animal. Foi exibido pelo SBT e apresentado por Gugu Liberato no ano de 1993.
A curiosidade deste título é que teria sido usado na Rede Globo por Gugu que até então deixava de continuar no SBT para tentar preencher o buraco deixado pelo Cassino do Chacrinha desde a morte de Abelardo Barbosa. Mas Silvio Santos recontratou o apresentador em março de 1988 quando estreou a nova fase do Viva a Noite. Em 6 de junho de 1993, a atração estreia com quadros como "Dicas de Video Game" e "Maravilhas do Mundo Animal".